# .dz
A .dz Algéria internetes legfelső szintű tartomány kódja. Az Internetes Hálózati Központ tartja karban. A DZ a CERIST (Centre de Recherche sur l'information Sciéntifique et Technique) leányvállalata. Csak algériai kérelmezhet .dz végződésű webcímet, aminek legalább három betűből kell állnia. Jelenleg 1000 algériai dinár egy név egyéves fenntartása. A kétbetűs országkód Algéria helyi nevéből, Dzayerból ered.

## Második szintű tartományok
Regisztrálni lehet közvetlenül második szintre, illetve a következő harmadik szintek alá:
- .com.dz: kereskedelmi vállalkozások
- .org.dz: szervezetek
- .gov.dz: kormányzati oldalak
- .edu.dz: egyetemek és kutatóközpontok
- .asso.dz: egyesületek
- .pol.dz: politikai szervezetek
- .art.dz: művészeti szervezetek